# La Chasse sacrée
La Chasse sacrée (titre original : The Hallowed Hunt) est un roman de fantasy écrit par Lois McMaster Bujold et publié en 2005. Il fait partie du Cycle de Chalion dont il constitue le troisième et dernier tome. La croyance dans les cinq dieux est la principale relation qui unit ce livre aux deux précédents tomes.

## Résumé
Ingrey est possédé, depuis son enfance, par l’esprit d’un loup. Il n’a pu s’en défaire et a une dispense du temple spéciale pour vivre. Sire Hetwar, le maître des sceaux de Gîtelevant, dont il est l’homme de confiance, l’a chargé de rapporter à le corps de Boleso, fils brutal du roi sacré banni de la cour pour avoir massacré sauvagement un serviteur. Il a été tué par Ijada, dont il voulait abuser et sur laquelle il a réussi à pratiquer un rituel sylvestre visant à lui incorporer l'esprit d'un léopard. 
Ingrey s'aperçoit que son cousin Wencel, mari de la princesse Fara, porte aussi l'esprit d'un animal mais le cache très bien.
Wencel obtient de Hetwar que Ingrey vienne à son service. Ingrey accepte pour en savoir plus sur ce qu’il est puisque Wencel dit avoir lu d'anciens manuscrits trouvés dans sa demeure ancestrale. Il espionnera ses intentions politiques pour le compte de Hetwar. Biast lui demande de veiller sur sa sœur qui a peur de son mari.
La mort du roi sacré précipitera le dénouement dans les bois blessés, lieu-dit qui appartient à la dot d'Ijada et où a eu lieu jadis une grande bataille. Ingrey aura le pouvoir de libérer les âmes des défunts confinées dans ce lieu. Il les enverra vers leur dieu de prédilection par l’intermédiaire de Hallana, Oswin, Lewko, Biast et Jokol qui les représentent.

## Personnages principaux
- Ingrey : homme de confiance de Hetwar, le maître des sceaux de Gîtelevant.
- Ijada : jeune femme héritière des bois blessés.
- Wencel : comte de Fleuvéquin, cousin fortuné de Ingrey, marié à la princesse Fara, fille du roi sacré.
- Biast : prince-maréchal, dernier fils vivant du roi sacré, frère de la princesse Fara.
- Fara : fille du roi sacré, sœur de Biast et épouse de Wencel.
- Hallana : divine érudite et médecin, amie de Ijada.
- Oswin : divin érudit, mari de Hallana.
- Lewko : divin érudit, mentor de Hallana.
- Jokol : prince venu de lointaines contrées maritimes échanger un ours blanc contre la présence d'un divin pour bénir son mariage.

## Thèmes abordés
Le combat d’une différence non acceptée par la société ou son secret bien gardé puis les autorisations accordées sont un fil directeur de ce roman.

## Éditions
- The Hallowed Hunt, HarperCollins, 24 mai 2005, 480 p.  (ISBN 0-06-057462-3)
- La Chasse sacrée, Bragelonne, 1er août 2006, trad. Mélanie Fazi, 368 p.  (ISBN 2-915549-91-5)

## Cycle de Chalion
- Le Fléau de Chalion
- Paladin des âmes
- La Chasse sacrée